# AlUla Tour 2024
8. ročník etapového cyklistického závodu AlUla Tour se konal mezi 30. lednem a 3. únorem 2024 v Saúdské Arábii. Celkovým vítězem se stal Brit Simon Yates z týmu Team Jayco–AlUla. Na druhém a třetím místě se umístili Belgičan William Junior Lecerf (Soudal–Quick-Step) a Novozélanďan Finn Fisher-Black (UAE Team Emirates). Závod byl součástí UCI Asia Tour 2024 na úrovni 2.1.

## Týmy
Závodu se zúčastnilo 9 z 18 UCI WorldTeamů, 5 UCI ProTeamů, 3 UCI Continental týmy a saúdskoarabský národní tým. Všechny týmy nastoupily na start se sedmi závodníky kromě týmu Bora–Hansgrohe s pěti závodníky, závod tak odstartovalo 124 jezdců. Do cíle na Skyviews of Harrat Uwayrid dojelo 114 z nich.
UCI WorldTeamy
- Astana Qazaqstan Team
- Bora–Hansgrohe
- Cofidis
- Movistar Team
- Soudal–Quick-Step
- Team Bahrain Victorious
- Team dsm–firmenich PostNL
- Team Jayco–AlUla
- UAE Team Emirates

UCI ProTeamy
- Euskaltel–Euskadi
- Q36.5 Pro Cycling Team
- Team TotalEnergies
- Tudor Pro Cycling Team
- Uno-X Mobility

UCI Continental týmy
- JCL Team Ukyo
- Roojai Insurance
- Terengganu Polygon Cycling Team

Národní týmy
- Saúdská Arábie

## Trasa a etapy
| Etapa         | Datum         | Trasa                                                       | Vzdálenost | Typ      | Typ            | Vítěz                   |
| ------------- | ------------- | ----------------------------------------------------------- | ---------- | -------- | -------------- | ----------------------- |
| 1             | 30. ledna     | Vlaková stanice Al Manshiyah – Vlaková stanice Al Manshiyah | 149,5 km   |          | Rovinatá etapa | Casper van Uden (NED)   |
| 2             | 31. ledna     | Winter Park – Národní rezervace Shalal                      | 199,5 km   |          | Rovinatá etapa | Søren Wærenskjold (NOR) |
| 3             | 1. února      | Letiště Al-'Ula – Velbloudí dráha Al-'Ula                   | 170,5 km   |          | Rovinatá etapa | Tim Merlier (BEL)       |
| 4             | 2. února      | Hegra – Marája                                              | 142,5 km   |          | Rovinatá etapa | Tim Merlier (BEL)       |
| 5             | 3. února      | Al-'Ula, staré město – Skyviews of Harrat Uwayrid           | 150,5 km   |          | Zvlněná etapa  | Simon Yates (GBR)       |
| Celková délka | Celková délka | Celková délka                                               | 812,5 km   | 812,5 km | 812,5 km       | 812,5 km                |

## Průběžné pořadí
| Etapa          | Vítěz             | Celkové pořadí    | Bodovací soutěž   | Soutěž bojovnosti      | Soutěž mladých jezdců | Soutěž týmů            |
| -------------- | ----------------- | ----------------- | ----------------- | ---------------------- | --------------------- | ---------------------- |
| 1              | Casper van Uden   | Casper van Uden   | Casper van Uden   | Unai Zubeldia          | Casper van Uden       | Q36.5 Pro Cycling Team |
| 2              | Søren Wærenskjold | Søren Wærenskjold | Søren Wærenskjold | Atsushi Oka            | Søren Wærenskjold     | Uno-X Mobility         |
| 3              | Tim Merlier       | Casper van Uden   | Casper van Uden   | Polychronis Tzortzakis | Casper van Uden       | Soudal–Quick-Step      |
| 4              | Tim Merlier       | Tim Merlier       | Tim Merlier       | Atsushi Oka            | Casper van Uden       | Team Jayco–AlUla       |
| 5              | Simon Yates       | Simon Yates       | Tim Merlier       | Atsushi Oka            | William Junior Lecerf | Bora–Hansgrohe         |
| Konečné pořadí | Konečné pořadí    | Simon Yates       | Tim Merlier       | Atsushi Oka            | William Junior Lecerf | Bora–Hansgrohe         |

- Ve 2. etapě nosil Dylan Groenewegen, jenž byl druhý v bodovací soutěži, červený dres, neboť lídr této klasifikace Casper van Uden nosil zelený dres pro lídra celkového pořadí.
- Ve 2. etapě nosil Fred Wright, jenž byl druhý v soutěži mladých jezdců, bílý dres, neboť lídr této klasifikace Casper van Uden nosil zelený dres pro lídra celkového pořadí.
- Ve 3. etapě nosil Casper van Uden, jenž byl druhý v bodovací soutěži, červený dres, neboť lídr této klasifikace Søren Wærenskjold nosil zelený dres pro lídra celkového pořadí.
- Ve 3. etapě nosil Xabier Azparren, jenž byl čtvrtý v soutěži mladých jezdců, bílý dres, neboť lídr této klasifikace Søren Wærenskjold nosil zelený dres pro lídra celkového pořadí, druhý závodník této klasifikace Casper van Uden nosil červený dres lídra bodovací soutěže a třetí závodník této klasifikace Henok Mulubrhan nosil dres mistra Afriky.
- Ve 4. etapě nosil Tim Merlier, jenž byl druhý v bodovací soutěži, červený dres, neboť lídr této klasifikace Casper van Uden nosil zelený dres pro lídra celkového pořadí.
- Ve 4. etapě nosil Rick Pluimers, jenž byl druhý v soutěži mladých jezdců, bílý dres, neboť lídr této klasifikace Casper van Uden nosil zelený dres pro lídra celkového pořadí.
- V 5. etapě nosil Søren Wærenskjold, jenž byl třetí v bodovací soutěži, červený dres, neboť lídr této klasifikace Tim Merlier nosil zelený dres pro lídra celkového pořadí a druhý závodník této klasifikace Casper van Uden nosil bílý dres lídra soutěže mladých jezdců.

## Konečné pořadí
| Legenda | Legenda                         | Legenda | Legenda                               |
| ------- | ------------------------------- | ------- | ------------------------------------- |
|         | Označuje lídra celkového pořadí |         | Označuje lídra soutěže bojovnosti     |
|         | Označuje lídra bodovací soutěže |         | Označuje lídra soutěže mladých jezdců |

### Celkové pořadí
| Pořadí | Jezdec                      | Tým                     | Čas         |
| ------ | --------------------------- | ----------------------- | ----------- |
| 1      | Simon Yates (GBR)           | Team Jayco–AlUla        | 18h 37' 05" |
| 2      | William Junior Lecerf (BEL) | Soudal–Quick-Step       | + 3"        |
| 3      | Finn Fisher-Black (NZL)     | UAE Team Emirates       | + 3"        |
| 4      | Matteo Sobrero (ITA)        | Bora–Hansgrohe          | + 12"       |
| 5      | Gianluca Brambilla (ITA)    | Q36.5 Pro Cycling Team  | + 18"       |
| 6      | Davide Formolo (ITA)        | Movistar Team           | + 22"       |
| 7      | Bryan Coquard (FRA)         | Cofidis                 | + 32"       |
| 8      | Rick Pluimers (NED)         | Tudor Pro Cycling Team  | + 40"       |
| 9      | Iván Romeo (ESP)            | Movistar Team           | + 40"       |
| 10     | Merhawi Kudus (ERI)         | Terengganu Cycling Team | + 45"       |

### Bodovací soutěž
| Pořadí | Jezdec                      | Tým                       | Body |
| ------ | --------------------------- | ------------------------- | ---- |
| 1      | Tim Merlier (BEL)           | Soudal–Quick-Step         | 39   |
| 2      | Casper van Uden (NED)       | Team dsm–firmenich PostNL | 39   |
| 3      | Søren Wærenskjold (NOR)     | Uno-X Mobility            | 25   |
| 4      | Bryan Coquard (FRA)         | Cofidis                   | 22   |
| 5      | Arvid de Kleijn (NED)       | Tudor Pro Cycling Team    | 17   |
| 6      | Simon Yates (GBR)           | Team Jayco–AlUla          | 15   |
| 7      | Luka Mezgec (SLO)           | Team Jayco–AlUla          | 13   |
| 8      | William Junior Lecerf (BEL) | Soudal–Quick-Step         | 12   |
| 9      | Rick Pluimers (NED)         | Tudor Pro Cycling Team    | 11   |
| 10     | Dušan Rajović (SRB)         | Team Bahrain Victorious   | 11   |

### Soutěž bojovnosti
| Pořadí | Jezdec                       | Tým                    | Čas |
| ------ | ---------------------------- | ---------------------- | --- |
| 1      | Atsushi Oka (JPN)            | JCL Team Ukyo          | 11  |
| 2      | Tegshbayar Batsaikhan (MGL)  | Roojai Insurance       | 11  |
| 3      | Polychronis Tzortzakis (GRE) | Roojai Insurance       | 7   |
| 4      | Matteo Sobrero (ITA)         | Bora–Hansgrohe         | 6   |
| 5      | Iker Bonillo (ESP)           | Euskaltel–Euskadi      | 6   |
| 6      | Unai Zubeldia (ESP)          | Euskaltel–Euskadi      | 6   |
| 7      | Luis Ángel Maté (ESP)        | Euskaltel–Euskadi      | 5   |
| 8      | Carter Bettles (AUS)         | Roojai Insurance       | 5   |
| 9      | Finn Fisher-Black (NZL)      | UAE Team Emirates      | 4   |
| 10     | Xabier Azparren (ESP)        | Q36.5 Pro Cycling Team | 3   |

### Soutěž mladých jezdců
| Pořadí | Jezdec                           | Tým                       | Čas         |
| ------ | -------------------------------- | ------------------------- | ----------- |
| 1      | William Junior Lecerf (BEL)      | Soudal–Quick-Step         | 18h 37' 08" |
| 2      | Finn Fisher-Black (NZL)          | UAE Team Emirates         | + 0"        |
| 3      | Rick Pluimers (NED)              | Tudor Pro Cycling Team    | + 37"       |
| 4      | Iván Romeo (ESP)                 | Movistar Team             | + 37"       |
| 5      | Fred Wright (GBR)                | Team Bahrain Victorious   | + 49"       |
| 6      | Casper van Uden (NED)            | Team dsm–firmenich PostNL | + 1' 11"    |
| 7      | Anders Halland Johannessen (NOR) | Uno-X Mobility            | + 1' 18"    |
| 8      | Thomas Pesenti (ITA)             | JCL Team Ukyo             | + 1' 49"    |
| 9      | Enekoitz Azparren (ESP)          | Euskaltel–Euskadi         | + 1' 49"    |
| 10     | Edoardo Zambanini (ITA)          | Team Bahrain Victorious   | + 1' 55"    |

### Soutěž týmů
| Pořadí | Tým                     | Čas         |
| ------ | ----------------------- | ----------- |
| 1      | Bora–Hansgrohe          | 55h 53' 03" |
| 2      | UAE Team Emirates       | + 25"       |
| 3      | Team Jayco–AlUla        | + 46"       |
| 4      | Q36.5 Pro Cycling Team  | + 52"       |
| 5      | Cofidis                 | + 1' 38"    |
| 6      | Movistar Team           | + 1' 39"    |
| 7      | Euskaltel–Euskadi       | + 1' 53"    |
| 8      | Team TotalEnergies      | + 3' 04"    |
| 9      | Team Bahrain Victorious | + 3' 07"    |
| 10     | JCL Team Ukyo           | + 3' 54"    |